# Pentadiplandra brazzeana
Pentadiplandra brazzeana Baill. (o Oubli) és l'única espècie del gènere de plantes Pentadiplandra, el qual és dins la família Pentadiplandraceae.
Aquesta planta va ser redescoberta el 1985 per Marcel and Anette Hladik, al Gabon. Creix a diversos països de l'Àfrica tropical.
Al seu fruit es van descobrir dues proteïnes de gust dolç, pentadina (el 1989) i la brazzeina (el 1994).

## Ús tradicional
Al Gabon i Camerun, tant els simis com els natius es mengen els seus fruit.